# Proiezione azimutale equivalente di Lambert

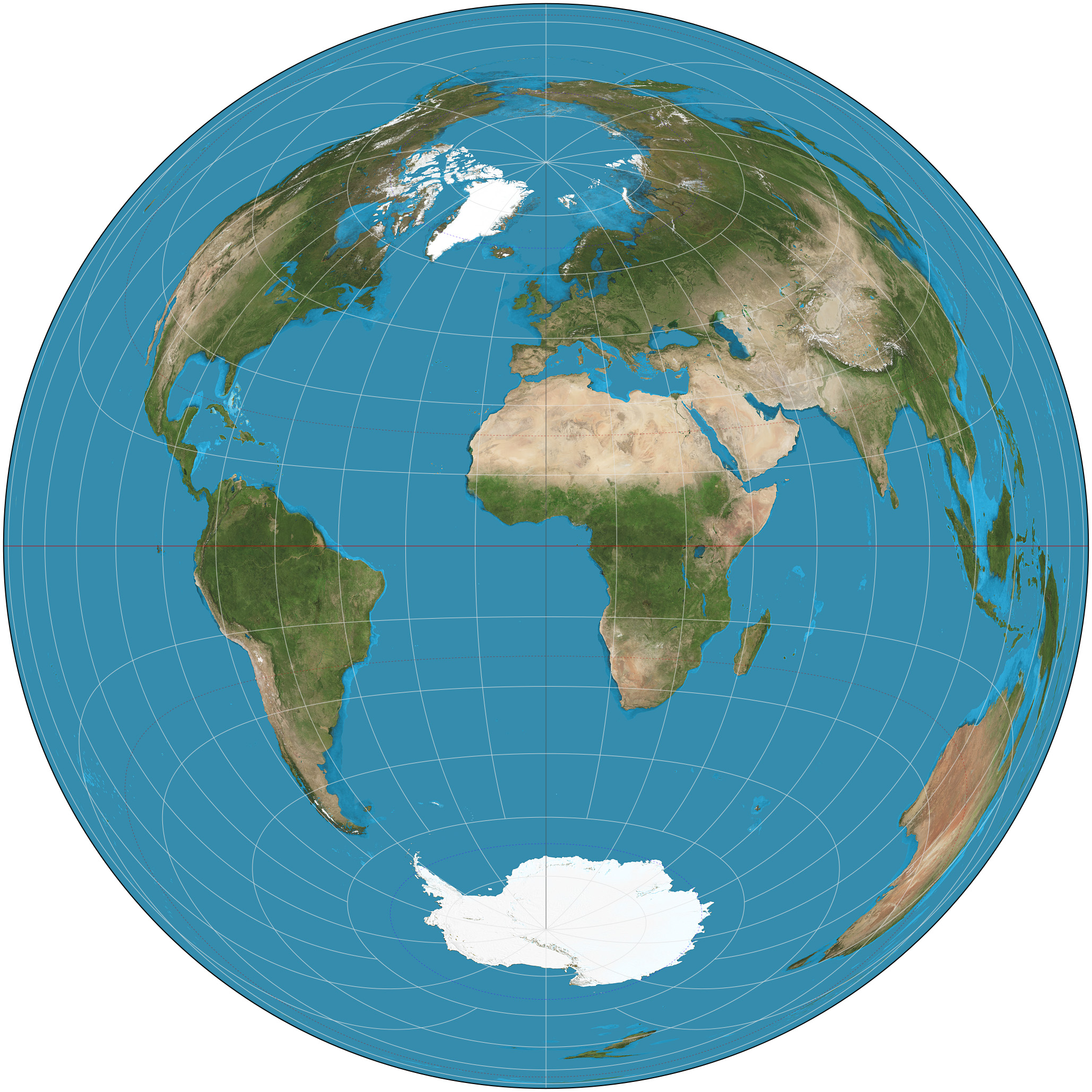
Proiezione azimutale equivalente di Lambert della Terra. Il punto di tangenza è in 0° N 0° E

La proiezione azimutale equivalente di Lambert è una proiezione cartografica mediante la quale una qualunque sfera viene rappresentata su di un disco. Essa conserva le aree in ogni parte della sfera, mentre non riproduce fedelmente gli angoli. Prende il nome dal matematico svizzero Johann Heinrich Lambert, che la formulò nel 1772.
La proiezione azimutale di Lambert è utilizzata in cartografia. Per esempio l'Agenzia europea dell'ambiente ne raccomanda l'uso per le analisi statistiche.

## Definizione

Sezione perpendicolare della sfera e del piano tangente in S

Per descrivere la proiezione azimutale di Lambert bisogna immaginare un piano tangente la sfera nel punto S. Chiamiamo P un qualsiasi altro punto sulla superficie della sfera che non sia l'antipodo di S, e d la distanza fra S e P in uno spazio tridimensionale (cioè non la distanza sulla superficie sferica). Allora la proiezione di P sul piano sarà rappresentata dal punto P′ che disposto alla distanza d sul piano dal punto S.
Per essere più precisi si prende l'unico cerchio che abbia centro in S, passi attraverso P e sia perpendicolare al piano di proiezione. Esso interseca il piano in due punti; sia P′ quello più vicino aP. Questo è la proiezione di P sul piano. Casi particolari sono quelli di S che è proiezione di se stesso (lungo un cerchio di raggio 0) e quello dell'antipodo di S, che è escluso dalla proiezione, perché il cerchio richiesto non è unico. Questo punto è rappresentato dall'intera circonferenza che delimita la carta geografica.
Per enunciare le formule delle funzioni che definiscono la proiezione azimutale di Lambert, consideriamo la proiezione con centro in S = (0, 0, -1) sulla sfera unitaria, che è l'insieme dei punti (x, y, z) in uno spazio tridimensionale {\displaystyle \mathbb {R} ^{3}} tale chex2 + y2 + z2 = 1. In un sistema di riferimento cartesiano in cui siano {\displaystyle (x,y,z)} le coordinate sulla sfera e {\displaystyle (X,Y)} quelle sul piano, la proiezione ed il suo inverso saranno espresse con le funzioni:
{\displaystyle (X,Y)=\left({\sqrt {\frac {2}{1-z}}}x,{\sqrt {\frac {2}{1-z}}}y\right),}
{\displaystyle (x,y,z)=\left({\sqrt {1-{\frac {X^{2}+Y^{2}}{4}}}}X,{\sqrt {1-{\frac {X^{2}+Y^{2}}{4}}}}Y,-1+{\frac {X^{2}+Y^{2}}{2}}\right).}
Esprimendo in un sistema di riferimento sferico in cui siano {\displaystyle (\phi ,\theta )} le coordinate sulla sfera (con {\displaystyle \phi } lo zenit e {\displaystyle \theta } l'azimut) e in un sistema di coordinate polari {\displaystyle (R,\Theta )} le coordinate sul disco, la carta geografica ed il suo inverso saranno espresse dalle funzioni:
{\displaystyle (R,\Theta )=\left(2\cos(\phi /2),\theta \right),}
{\displaystyle (\phi ,\theta )=\left(2\arccos(R/2),\Theta \right).}
Indicando, infine, in un sistema di coordinate cilindriche {\displaystyle (r,\theta ,z)} i punti sulla sfera e in coordinate polari  {\displaystyle (R,\Theta )} quelli sul piano, la carta ed il suo inverso saranno espresse dalle funzioni:
{\displaystyle (R,\Theta )=\left({\sqrt {2(1+z)}},\theta \right),}
{\displaystyle (r,\theta ,z)=\left(R{\sqrt {1-{\frac {R^{2}}{4}}}},\Theta ,-1+{\frac {R^{2}}{2}}\right).}
La proiezione può avere centro in altri punti ed essere definita per sfere con raggio diverso da 1, utilizzando formule simili.